# Filips I van Pommeren
Filips I (14 juli 1515 – Wolgast, 14 februari 1560) was van 1531 tot zijn dood in 1560 hertog van Pommeren-Wolgast. Filips I was de enige overlevende zoon van hertog George I van Pommeren en Amalia van de Palts. Hij werd opgevolgd door zijn oudste zoon Johan Frederik.

## Huwelijken en kinderen
Filips trouwde op 27 februari 1536 in Wittenberg met Maria van Saksen, de enige overlevende dochter van keurvorst Johan van Saksen. Het huwelijk werd voltrokken door Maarten Luther. Filips en Maria kregen tien kinderen:
- George (13 februari 1540 - 16 november 1544)
- Johan Frederik (27 augustus 1542 - 9 februari 1600), administrator van Kammin van 1557 tot 1574 en hertog van Pommeren-Stettin van 1569 tot 1600
- Bogislaw XIII (9 augustus 1544 - 7 maart 1606), hertog van Pommeren-Stettin van 1603 tot 1606
- Ernst Lodewijk (2 november 1545 - 17 juni 1592), hertog van Pommeren-Wolgast van 1569 tot 1592
- Amalia (28 januari 1547 - 16 mei 1580)
- Barnim X (15 februari 1549 - 1 september 1603), heer van de ambten Rügenwalde en Bütow van 1569 tot 1602 en hertog van Pommeren-Stettin van 1600 tot 1603
- Erik (2 augustus 1551 - 12 of 13 december 1551)
- Margaretha (19 maart 1553 - 5 september 1581), gehuwd met Frans II van Saksen-Lauenburg
- Anna (18 september 1554 - 10 september 1626), gehuwd met Ulrich van Mecklenburg
- Casimir VI (IX) (22 maart 1557 - 10 mei 1605), administrator van Kammin van 1574 tot 1602 en heer van de ambten Rügenwalde en Bütow van 1602 tot 1605